# Faloteca islandesa
La Faloteca islandesa (o Museo falológico de Islandia) se encuentra en Reykjavík, la capital de Islandia, y se caracteriza por poseer la más extensa colección de penes de diferentes especies.
Para abril de 2011 el museo tenía unos 276 especímenes expuestos, bien como trofeos de caza, embalsamados, en formol o disecados. Actualmente, la colección del museo incluye aproximadamente 286 especímenes de 93 especies diferentes. El objetivo del museo es tener los penes de todas las especies de mamíferos de Islandia, incluso los de diferentes especies que se encuentran en peligro de extinción en dicho país. El museo también exhibe algunos ejemplares de penes de mamíferos que no viven en Islandia. Además, posee representaciones de los falos de criaturas mitológicas (como elfos, troles, monstruos marinos, etcétera) y obras artísticas relacionadas.
Sigurður Hjartarson, que fuera profesor de Historia en un instituto de Reykjavík, fundó el museo en 1997, y es el actual director del mismo.
A comienzos del 2011 el museo obtuvo un ejemplar de pene de Homo sapiens, donado por Paul Arason (amigo del director del museo). El mismo fue amputado del cadáver de Arason en una morgue bajo la supervisión de un médico.

## Galería

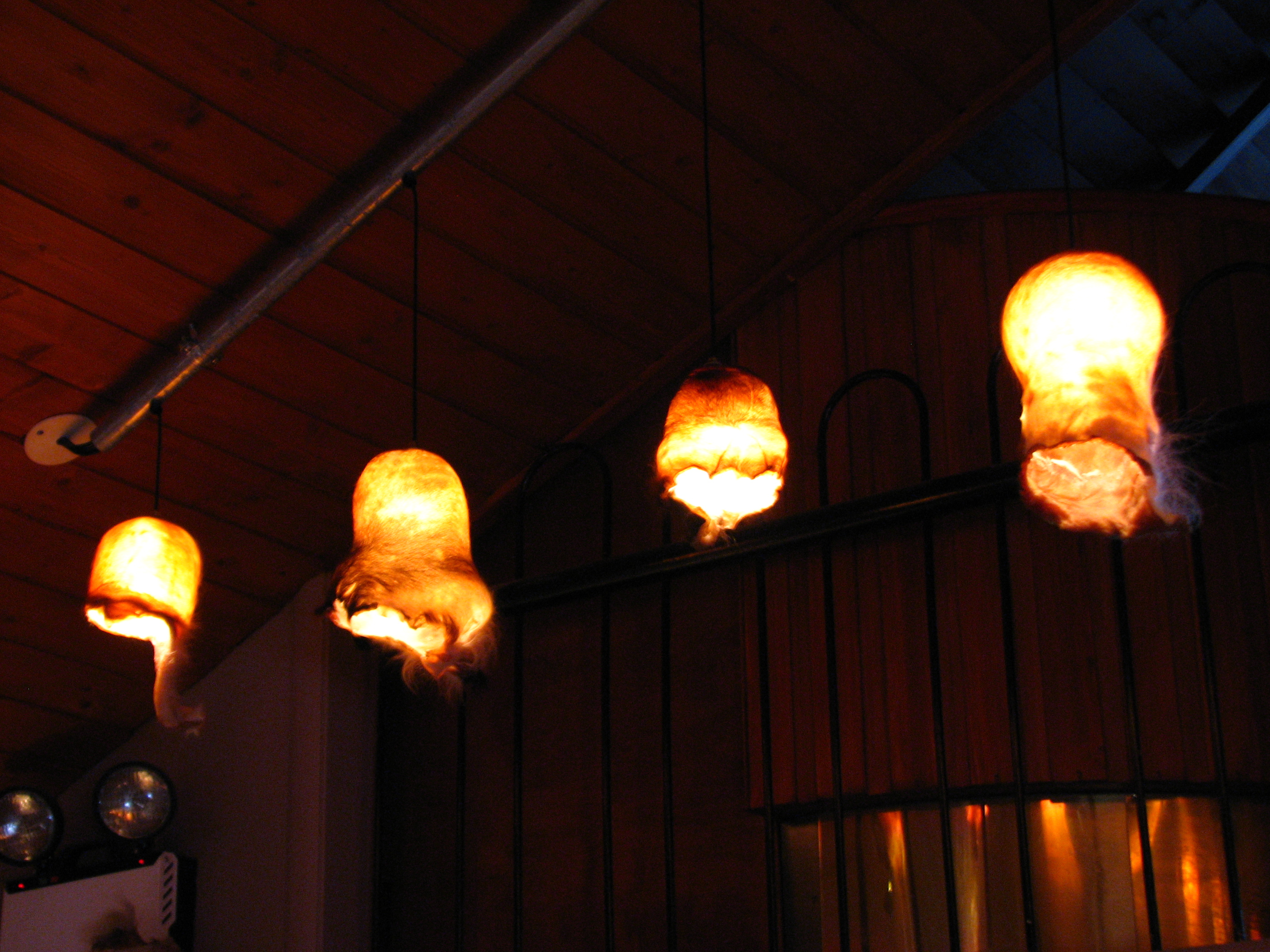
Lámparas hechas con testículos
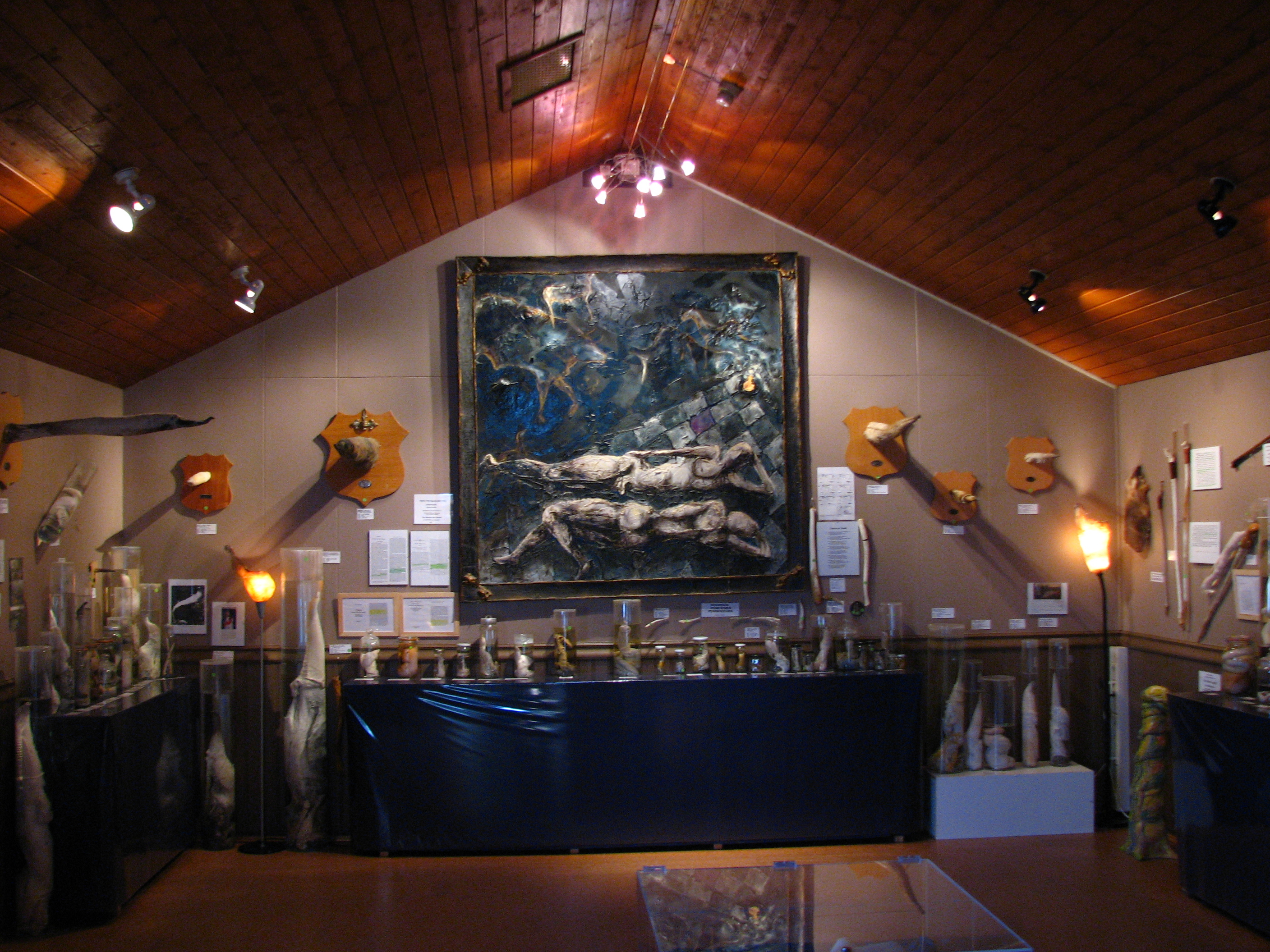
Sala del museo
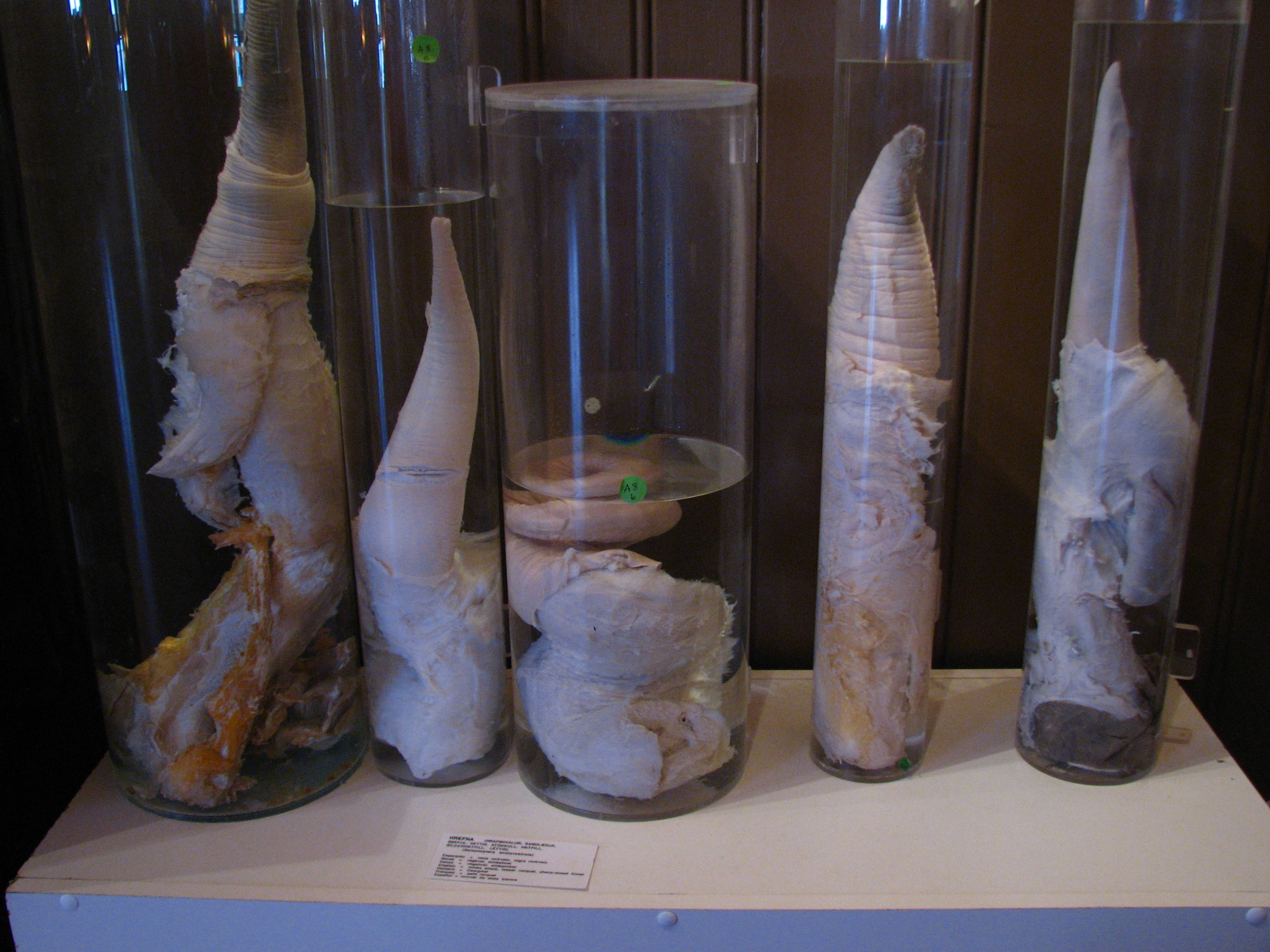
Diferentes falos